# Mansur Fadl Allah Azzam
Mansur Fadl Allah Azzam (ur. 1960 w As-Suwajdzie) – syryjski polityk, od 2009 minister ds. prezydenckich.

## Życiorys
Ukończył studia na wydziale literatury francuskiej Uniwersytetu Damasceńskiego. W latach 1995–2000 był dyplomatą w USA, a od 2008 sekretarzem prezydenckim. W 2009 prezydent Baszszar al-Asad mianował go ministrem.